# Струга (Столинский район)
Струга (бел. Стру́га) — агрогородок в Столинском районе Брестской области Беларуси. Административный центр Стружского сельсовета.

## География
Расположен около реки Горынь, в 5 км напрямую на юго-восток от города Столин, в 250 км от Бреста, в 14 км от железнодорожной станции Горынь.

## История
Перед Великой Отечественной войной в деревне проживало 912 человек в 179 дворах.
В июле 1944 года гитлеровцами было уничтожено 144 домов, погублено 15 человек.
В 2011 году деревня Струга преобразована в агрогородок.

## Население

### Численность
- 2009 год — 979 жителей

### Динамика
- 1999 год — 952 жителей (перепись населения)
- 2001 год — 977 жителей, 296 дворов
- 2009 год — 979 жителей (перепись населения)

## Инфраструктура
- Средняя школа
- Дом культуры
- Библиотека
- Амбулатория
- Аптека
- Отделение связи

## Культура
- Дом культуры
- Музей

## Достопримечательность
- Свято-Михайловская церковьСвято-Михайловская церковь (начало XX века).
- Братская могила советских воинов —  Историко-культурная ценность Республики Беларусь, шифр 113Д000698.
- Около агрогородка расположено крестьянское поселение VII—IX вв.